# Libnotes (Libnotes) crocea celestia
Libnotes (Libnotes) crocea celestia is een ondersoort van de tweevleugelige Libnotes (Libnotes) crocea uit de familie steltmuggen (Limoniidae). De ondersoort komt voor in het Oriëntaals gebied.